# Paddy Lane
Patrick (Paddy) Lane (ur. 7 września 1934 w Clare, zm. 23 lipca 2012 w Limerick) – irlandzki polityk i rolnik, działacz Fianna Fáil, eurodeputowany III kadencji.

## Życiorys
W młodości uprawiał rugby union. Kształcił się w szkole wojskowej Curragh Camp, był kapitanem w Irish Army. Później zajął się rolnictwem. W latach 1986–1980 przewodniczył organizacji Irish Farmers' Association. Był również dyrektorem w banku Bank of Ireland i redaktorem czasopisma „Irish Farmers Journal”.
Zaangażował się w działalność polityczną w ramach Fianna Fáil. W latach 1989–1994 zasiadał w Parlamencie Europejskim III kadencji, był m.in. wiceprzewodniczącym Komisji ds. Rolnictwa, Rybołówstwa i Rozwoju Wsi.